# Trichypena gravalis
Trichypena gravalis là một loài bướm đêm trong họ Erebidae.